# Comitato di Unità Nazionale
Il Comitato di Unità Nazionale o Comitato d’unione nazionale (in turco Milli Birlik Komitesi, "MBK") è stato un comitato militare formato in seguito al colpo di Stato turco del 1960. Si sciolse con le elezioni generali del 1961.

## Contesto
Tra il 1950 e il 1960, il partito di governo in Turchia era il Partito Democratico (DP). Verso 1960, la Turchia affrontò la corruzione politica e crisi economiche, in cui la valuta turca fu svalutata da ₺ 2,80 a ₺ 9.00 per US $ 1.00. L'aumento dei prezzi delle materie prime e la scarsità di beni industriali importati causarono disordini, e di conseguenza il sostegno politico al DP diminuì mentre aumentava per l'opposizione, in particolare per il Partito Popolare Repubblicano (CHP). Il governo del DP tentò di sopprimere una ripresa del CHP vietandone le attività pubbliche. Nel 1959, İsmet İnönü, il leader del CHP, fu assalito durante le manifestazioni dei simpatizzanti del DP a Uşak il 1º maggio e a Istanbul il 4 maggio. La stampa venne sottoposta a una pesante censura e molti giornalisti, tra cui il popolare editorialista Metin Toker, così come politici dell'opposizione di profilo, come Osman Bölükbaşı, il leader del Partito Repubblicano Nazionale Paesano (CKMP), furono arrestati. Il 27 aprile 1960, il gruppo parlamentare del DP, che deteneva la maggioranza in parlamento, approvò una legge per la costituzione di una Commissione d'inchiesta che era autorizzata con poteri da tribunale. Il comitato, composto solo da deputati del DP, aveva il compito di indagare sui membri dei partiti di opposizione e sulla stampa.

## Il Comitato
Il 27 maggio 1960, un gruppo di ufficiali militari organizzò un colpo di stato. Gli ufficiali in rivolta non agivano nella tradizionale gerarchia militare. Il capo di stato maggiore, i comandanti delle forze aeree e navali non facevano parte del gruppo, e il comandante delle forze di terra, il generale Cemal Gürsel, si unì al gruppo solo dopo l'inizio dell'operazione. Il numero di generali nel gruppo con 38 membri era solo cinque mentre i restanti ufficiali erano di rango inferiore come colonnello, maggiore o addirittura capitano.
Di seguito l'elenco dei membri del comitato:
| Nome                | Posizione              | Forza       |
| ------------------- | ---------------------- | ----------- |
| Cemal Gürsel        | Generale dell'esercito | Terra       |
| Fahri Özdilek       | Generale dell'esercito | Terra       |
| Cemal Madanoğlu     | Tenente Generale       | Terra       |
| Sıtkı Ulay          | Generale di brigata    | Terra       |
| İrfan Baştuğ        | Generale di brigata    | Terra       |
| Ekrem Acuner        | Colonnello             | Terra       |
| Osman Köksal        | Colonnello             | Terra       |
| Fikret Kuytak       | Colonnello             | Terra       |
| Sami Küçük          | Colonnello             | Terra       |
| Muzaffer Yurdakuler | Colonnello             | Terra       |
| Haydar Tunçkanat    | Colonnello             | Aerea       |
| Refet Aksoyoğlu     | Tenente colonnello     | Terra       |
| Kadri Kaplan        | Tenente colonnello     | Terra       |
| Suphi Karaman       | Tenente colonnello     | Terra       |
| Sezai Okan          | Tenente colonnello     | Terra       |
| Mucip Ataklı        | Tenente colonnello     | Aerea       |
| Mehmet Özgüneş      | Maggiore               | Terra       |
| Vehbi Ersü          | Maggiore               | Terra       |
| Suphi Gürsoytrak    | Maggiore               | Terra       |
| Şükran Özkaya       | Maggiore               | Terra       |
| Ahmet Yıldız        | Maggiore               | Terra       |
| Selahattin Özgür    | Comandante colonnello  | Navale      |
| Kamil Karavelioğlu  | Capitano               | Terra       |
| Emanullah Çelebi    | Capitano               | Aerea       |
| Alparslan Türkeş    | Colonel                | Terra       |
| Orhan Kabibay       | Tenente colonnello     | Terra       |
| Mustafa Kaplan      | Tenente colonnello     | Terra       |
| Orhan Erkanlı       | Maggiore               | Terra       |
| Muzaffer Karan      | Maggiore               | Terra       |
| Şefik Soyuyüce      | Maggiore               | Terra       |
| Fazıl Akkoyunlu     | Maggiore               | Terra       |
| Dündar Taşer        | Maggiore               | Terra       |
| Münir Köseoğlu      | Tenente Comandante     | Navale      |
| Numan Esin          | Capitano               | Terra       |
| İrfan Solmazer      | Capitano               | Terra       |
| Muzaffer Özdağ      | Capitano               | Terra       |
| Rıfat Baykal        | Tenente della marina   | Navale      |
| Ahmet Er            | Capitano               | Gendarmeria |

Il presidente del comitato era Cemal Gürsel che divenne anche primo ministro nel 24º e 25º governo della Turchia durante il regime militare.
Tra gli altri generali, Irfan Baştuğ morì in un incidente stradale il 12 settembre 1960 e Cemal Madanoğlu si dimise dal comitato il 7 luglio 1961, entrambi durante il regime militare.

## I Quattordici
Mentre Cemal Gürsel stava cercando di ristabilire il regime civile il prima possibile, quattordici membri del comitato sotto la guida del colonnello Alparslan Türkeş stavano pianificando la continuazione del regime militare con l'intenzione di fare delle riforme. Il 13 settembre 1960 furono espulsi dal comitato. (I loro nomi sono contrassegnati dal colore giallo nell'elenco sopra.). Furono inviati come diplomatici alle ambasciate turche all'estero. Anche se in seguito ricevettero la grazia, non poterono mai tornare al comitato. Negli anni successivi, Alparslan Türkeş divenne il leader del Partito Repubblicano Nazionale Paesano e lo ribattezzò Partito del Movimento Nazionalista.

## Conseguenze
Dopo le elezioni generali del 1961 del 15 ottobre, la Turchia tornò al regime civile. Cemal Gürsel fu eletto presidente. Gli altri 21 membri dell'MBK divennero membri permanenti del senato turco. Nel 1968 cinque di loro furono espulsi dal senato e i restanti persero la loro posizione con un altro colpo di stato nel 1980.